# Harald Jäger

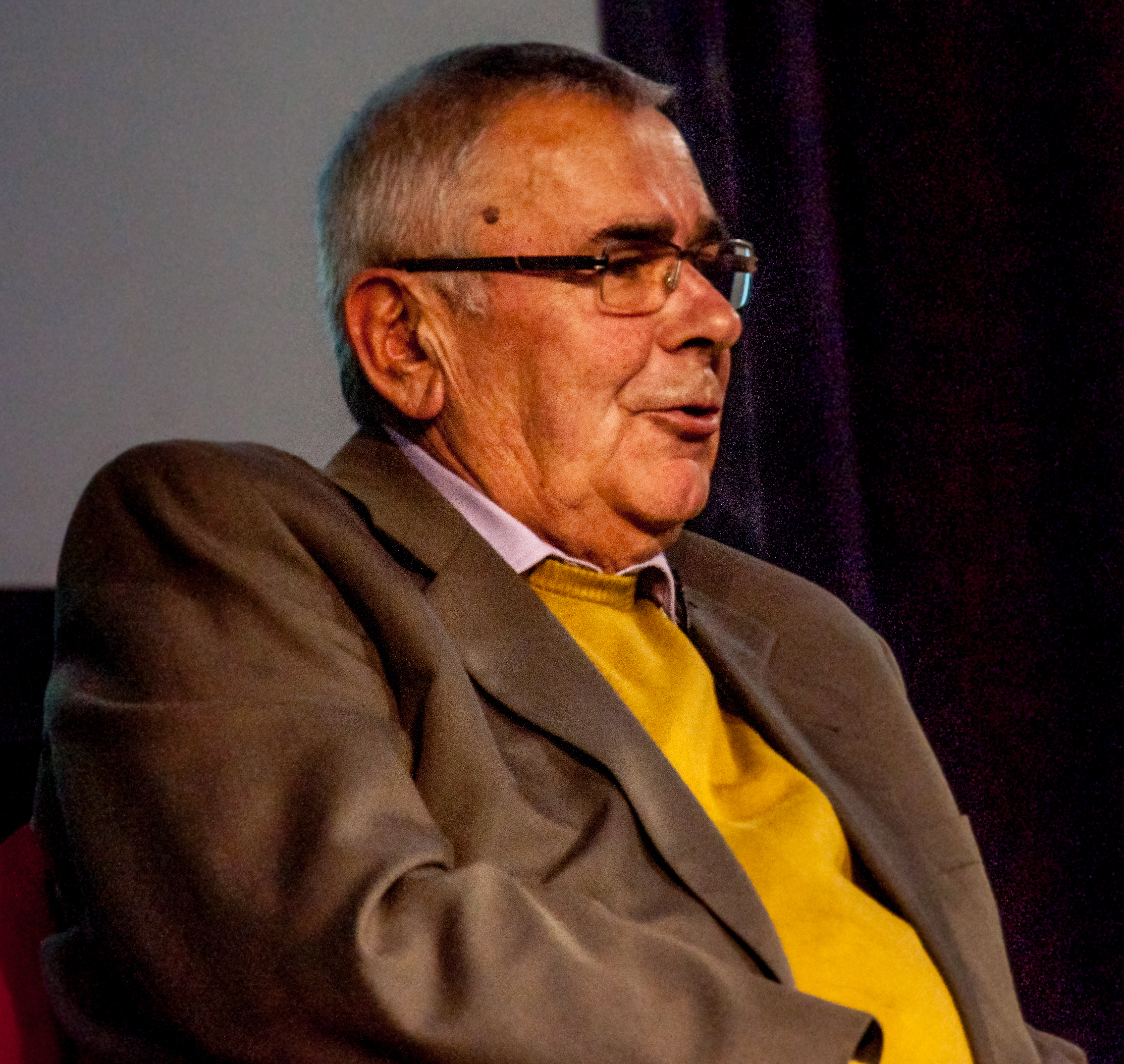
Harald Jäger tại một buổi nói chuyện ở Liverpool University (2014)

Harald Jäger (sinh ngày 27 tháng 4 năm 1943) là một trung tá mật thám thuộc Bộ An ninh Quốc gia (Stasi) của Cộng hòa Dân chủ Đức (DDR), chỉ huy phó của lực lượng biên phòng Đông Đức tại chốt Bornholmer Strasse của bức tường Berlin ngăn cách Đông và Tây Berlin. Ngày 9 tháng 11 năm 1989 với tư cách là chỉ huy cổng Bornholmer Straße, ông đã ra lệnh mở cổng cho dân Đông Đức tràn sang Tây Berlin.

## Học vấn và nghề nghiệp
Jäger là con của một người thợ rèn, mà 1950 trở về sau khi bị giam như tù nhân chiến tranh ở Nga, trở thành một người cộng sản chân chính. Ông luôn nói với con, Xã hội chủ nghĩa là sự bảo vệ tốt nhất trước một cuộc chiến tranh mới. Harald Jäger lớn lên ở Bautzen và đã học nghề xây lò sưởi. 1961 Jäger tình nguyện gia nhập cảnh sát biên phòng, sau này thuộc cơ quan biên phòng của Quân đội Nhân dân Đức. 1964 ông làm việc cho Stasi cho tới khi nước Đức thống nhất trong đơn vị kiểm soát hộ chiếu (PKE-Passkontrolleinheit). Mặc dù làm việc cho mật thám Stasi ở đó, nhưng để giả dạng ông mặc quân phục của cơ quan biên phòng.
Từ năm 1976 cho tới 1979, Jäger học ở đại học luật của Bộ An ninh Quốc gia Đức ở Potsdam.. Ông làm luận án bảo vệ cử nhân luật vào năm 1981 với chức vụ thiếu tá.
Ở đại học ông ta học, ở Đông Đức không có tù nhân chính trị mà chỉ có tù hình sự. Nếu không có tội hình sự, thì phải tạo ra nó. Ông chấp nhận chuyện này, cho đó chỉ là một giai đoạn ngắn, rồi sẽ trôi qua. Tuy nhiên hy vọng này cuối cùng vào năm 1983 biến mất, khi ông nghe được là chủ tịch nước DDR Erich Honecker đã xác nhận với một thông tấn xã Áo, điều mà Jäger cho tới lúc đó chỉ nghe tin đồn, DDR cho đặt mìn và những dàn súng tự động hầu ngăn cản cả chính công dân của mình. Jäger cho biết, đây là lần đầu tiên ông ta biết xấu hổ. Chính con ông, lúc đó đang học đại học ngành Công nghệ điện tín, hỏi là lương tâm ông có cắn rứt không khi làm việc cho Stasi. Sau này Harald Jäger nói là chính ông cũng đã đau khổ vì sự trái nghịch trong hệ thống. Nhưng ông không thể bỏ việc và trở về nghề cũ nữa. Làm như vậy ông sẽ mất đi cơ sở để tồn tại và chắn đường cho tương lai của con cái.

## Mở cổng biên giới
Jäger vào tối ngày 9 tháng 11 năm 1989 chỉ huy cổng biên giới Bornholmer Straße. Trong lúc nghỉ giữa giờ làm việc, khoảng 8 giờ tối ông thấy trên truyền hình một cuộc họp báo, trong đó Günter Schabowski loan báo về quy định mới về việc đi ra hải ngoại. Ông đã gọi điện thoại để hỏi kỹ thêm về việc này. Chỉ huy ông, đại tá Rudi Ziegenhorn, nói rõ là những quy luật cũ vẫn còn có giá trị.
Tuy nhiên một thời gian ngắn sau đó một số người đã tụ tập trước cổng biên giới. Khoảng 21:30 giờ đài truyền thanh RIAS, đài truyền hình ZDF đã tường thuật về các cổng biên giới bỏ ngõ, tuy nhiên lúc đó vẫn còn bị kiểm soát. Càng lúc càng nhiều người tới khiến tình hình ở cổng biên giới khó mà giữ được yên ổn. Hàng rào trước cổng biên giới bị đè cong, người đông như một chiếc xe điện ngầm quá tải, họ không đứng cách 80 m như bảng quy định, mà ngay ở trước mặt ông. Jäger đã phải báo động. Đại tá Rudi Ziegenhorn ra lệnh, cho công dân DDR nào mà phản đối ồn ào nhất đi qua. Theo lệnh của Ziegenhorn phải kiểm soát hộ chiếu và đóng dấu mất giá trị, như vậy tước mất quyền công dân của họ (một chiến thuật hạ hỏa). Tuy nhiên khi người dân sau đó trở lại, ông không tuân lệnh mà vẫn cho họ trở về.

## Hành động anh hùng?
Bộ trưởng quốc phòng Thomas de Maizière nhân dịp khai mạc bảo tàng viện lịch sử Quân đội Liên bang ở Dresden đã đặt câu hỏi, hành động của Harald Jäger bất tuân lệnh của cấp trên, mở cổng cho dân chúng sang thành phố phía Tây, có phải là một hành động anh hùng, có phải là tấm gương tốt? Nguyên giám đốc nhà tưởng niệm của nhà tù Stasi Berlin-Hohenschönhausen cũ, sử gia Hubertus Knabe cho rằng: "Không nên cố gắng quá mức để tìm kiếm những điều tốt đẹp trong quân đội Nhân dân của DDR. Nó khác với quân đội Đế chế thời Hitler: Không lúc nào có dấu hiệu chống đối nhỏ nhoi nào cả."
Đại biểu Liên bang về tài liệu Stasi, Roland Jahn nói: "Một giây phút cam đảm, dũng cảm và một cái nhìn rõ ràng về nhân quyền", cái mà người ta không thể so sánh với "những năm trời chỉ theo mệnh lệnh, đàn áp những quyền căn bản con người."
Ngay cả Harald Jäger cũng không muốn sau này được nhắc tới về hành động này trên ngôi mộ mình. Ông nói mà không có vẻ gì cay đắng, khác với nhiều người đồng nghiệp của mình.. Ông cho là công của ông chỉ là đã hành động để sự việc xảy ra không đổ máu..

## Sau khi thống nhất
Năm 1990, khi Stasi bị giải tán, ông Harald Jäger mất việc làm. Sau khi gần 2 năm thất nghiệp, ông phải làm nhiều việc ngắn hạn. Có lúc ông làm việc trong sạp báo gia đình. Cuối cùng, ông làm nhân viên bảo vệ cho một công ty tới khi về hưu.
Jäger hiện sống ở Werneuchen. Ông có hai người con gái và một người con trai.